# Esdras Minville
Pour les articles homonymes, voir Minville.
Esdras Minville (7 novembre 1896 à Grande-Vallée — 9 décembre 1975 à l'âge de 79 ans) était un économiste, un sociologue et un écrivain québécois. Doyen de la Faculté des sciences sociales de l'Université de Montréal, il fut le premier canadien-français à prendre la tête de HEC Montréal. Défenseur de la doctrine sociale de l'Église, il aida à fonder plusieurs coopératives dans la province, dont celle de Grande-Vallée qui attira une soixantaine de familles et servit de modèle pour les autres. Collaborateur à la commission Rowell-Sirois et membre de la Commission royale d'enquête sur les problèmes constitutionnels (Commission Tremblay), il présida la chambre de commerce de Montréal en 1947. Ses idées nationalistes se rapprochaient de Victor Barbeau, François-Albert Angers et Lionel Groulx.

## Ouvrages publiés
- Invitation à l'étude, 1943
- L'agriculture, 1943
- Montréal économique, 1943
- La forêt, 1944
- L'homme d'affaires, 1944
- Le citoyen canadien-français, 1946
- Pêche et chasse, 1946
- Les affaires: l'homme, les carrières, 1965

## Honneurs
- Doctorat honorifique de l'Université d'Ottawa
- Doctorat honorifique de l'Université Laval
- Doctorat honorifique de l'Université de Sherbrooke
- Doctorat honorifique de l'Université de Montréal
- Membre de la Société royale du Canada
- 1947 - Prix Ludger-Duvernay
- 1968 - Médaille Innis-Gérin